# Wintzingerode (Adelsgeschlecht)

Wappen derer von Wintzingerode

Wintzingerode ist ein deutsches Uradelsgeschlecht, das sich nach dem Ort Wintzingerode im Eichsfeld benannte und seit 1668 in zwei Linien unterteilt ist.

## Geschichte
In zwei Urkunden vom 21. September 1209 wurde die Familie mit Bertoldus de Wincigeroth (in unterschiedlichen Schreibweisen) unter den edelfreien Zeugen erstmals urkundlich erwähnt. Ihr Stammsitz ist das Dorf Wintzingerode bei Worbis. Im Laufe des Spätmittelalters erwarb die Familie umfangreichen Grundbesitz im Eichsfeld, im heutigen Niedersachsen, in Hessen und Thüringen. Ab 1337 gehörten der Familie Anteile an der Burg Bodenstein, ab 1448 hielt sie diese im Alleinbesitz, bis 1945. Zwischen 1380 und 1583 befand sich die Burg Scharfenstein (Eichsfeld) zu unterschiedlichen Anteilen im Familienbesitz. Im 14. Jahrhundert waren sie auch Pfandbesitzer auf dem Rusteberg, der Harburg, Bischofstein, Greifenstein, Gleichenstein und Gieboldehausen. Vom 14. bis 15. Jahrhundert waren die von Wintzingerode  an zahlreichen Fehden gegen verschiedene Herrschaften und Städte in Mitteldeutschland beteiligt. Hans von Wintzingerode konnte Anfang des 16. Jahrhunderts den gesamten Familienbesitz (Burg und Herrschaft Bodenstein, Pfandamt Scharfenstein mit zwei Klöstern und 40 Dörfern, das Patronat zu Reinholterode, Heringen, Esplingerode, Renten und Einkünfte aus 150 Orten sowie Wohnsitze auf dem Rusteberg und Gieboldehausen) in einer Hand vereinigen, bevor er diesen 1518 unter seinen drei Söhnen aufteilte.
Im Gefolge der Reformation und Gegenreformation verlor die Familie an Vermögen und Einfluss, konnte jedoch ihren Kernbesitz um die Burg Bodenstein halten und erreichte mit Hilfe der Welfen den Fortbestand des evangelischen Bekenntnisses in den Dörfern Kirchohmfeld, Kaltohmfeld, Wehnde, Tastungen und Wintzingerode. Durch den Streit zwischen Kurmainz und Braunschweig um die Lehnshoheit über Bodenstein nach dem 1593 erfolgten Tod des letzten Hohnsteiner Grafen erlangte die Familie die iura circa sacra (Kirchenhoheit), die sie bis 1803 ausübte. Daneben stand der Familie die Hohe und Niedere Gerichtsbarkeit, die Hohe und Niedere Jagd und das Bergregal zu.

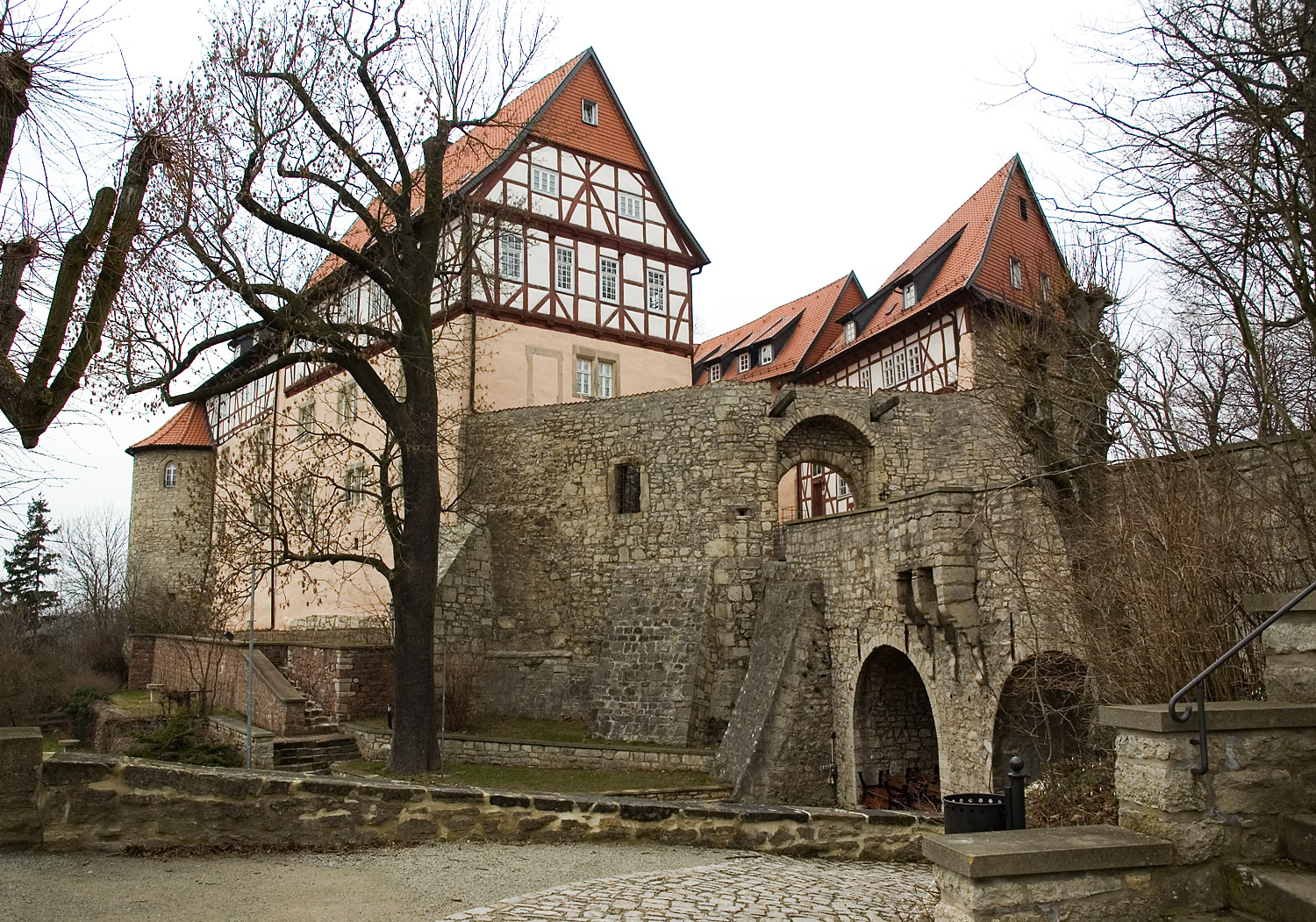
Burg Bodenstein (1337–1945 im Familienbesitz)

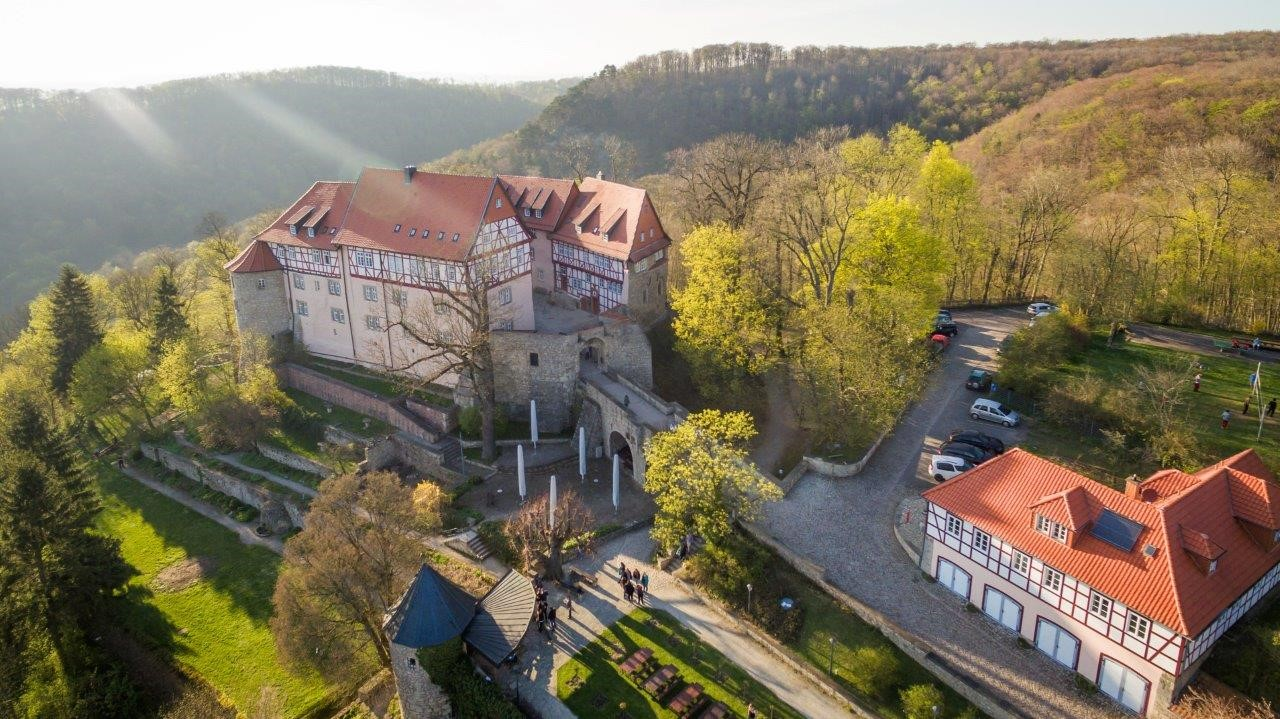
Bodenstein Luftbild von Südost

Gut Adelsborn (1337–1945 im Familienbesitz)

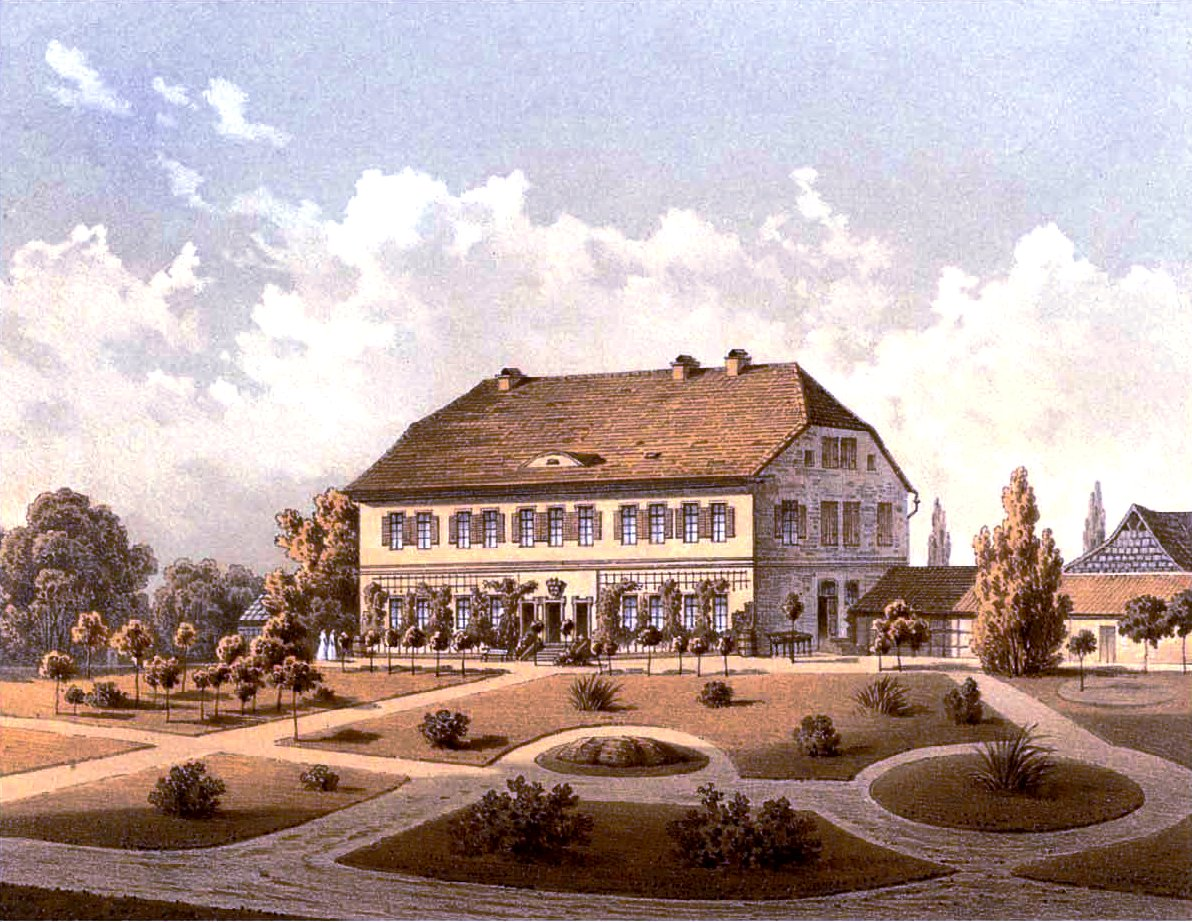
Herrenhaus Wehnde

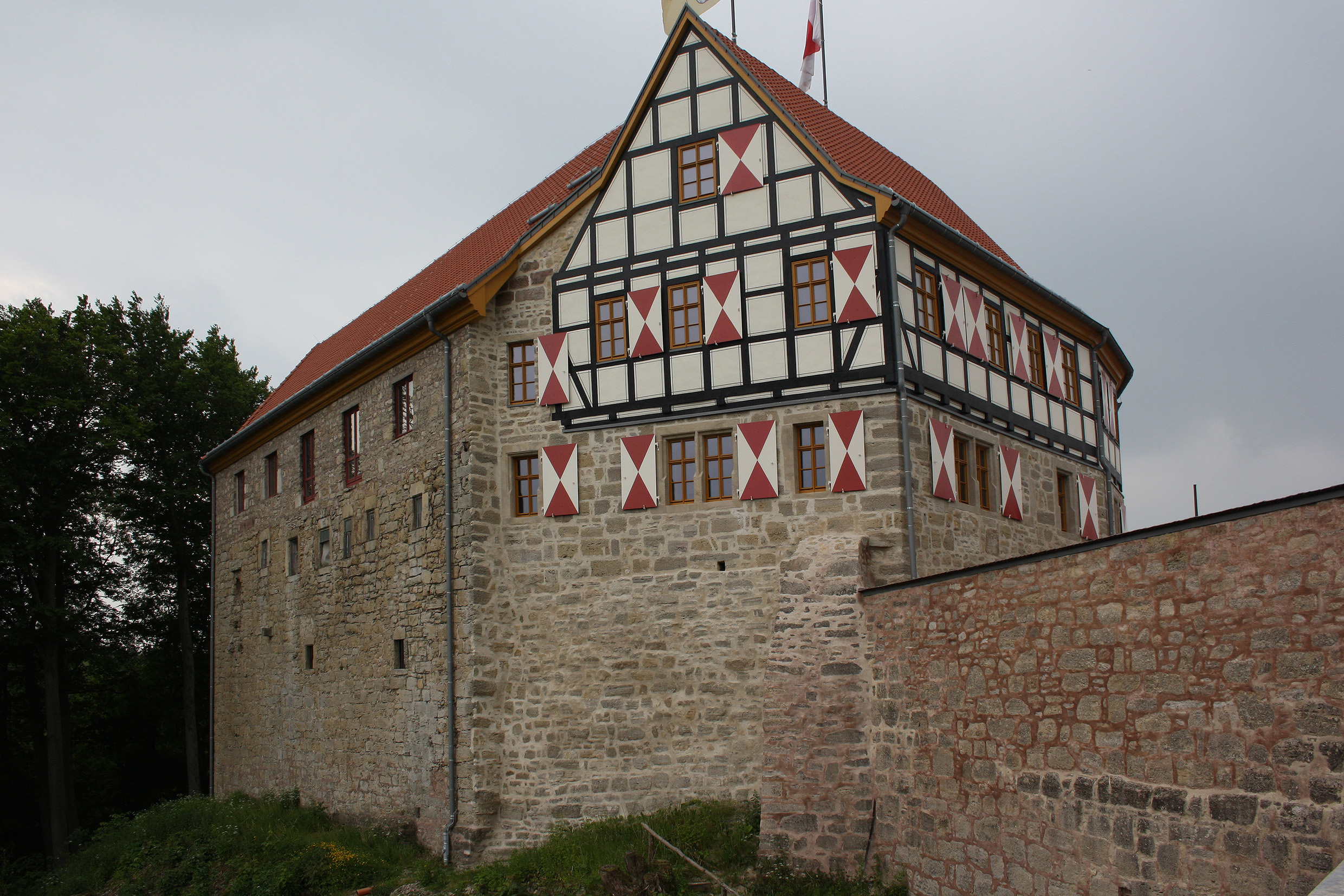
Burg Scharfenstein (1380–1583 im Familienbesitz)

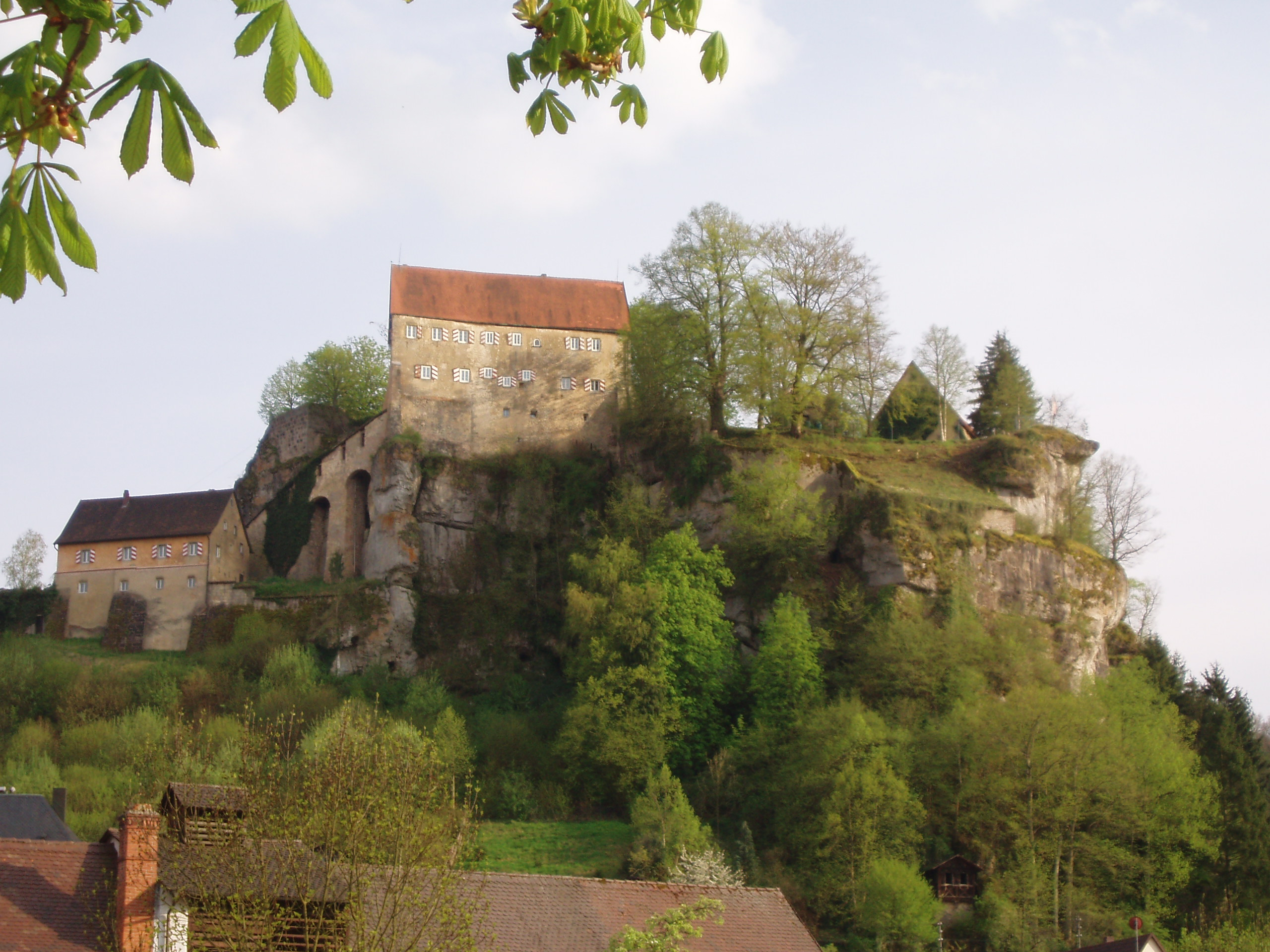
Burg Pottenstein (seit 1918 im Familienbesitz)

Im Verlauf des 15. bis 18. Jahrhunderts errichteten Mitglieder der Familie innerhalb der Herrschaft Bodenstein die Herrenhäuser Unterhof und Oberhof in Kirchohmfeld, das Schloss Adelsborn sowie die Herrenhäuser in Wehnde, Tastungen und Wintzingerode. Heute ist noch der Unterhof in Kirchohmfeld vorhanden. Adelsborn, Wehnde und Tastungen wurden nach Kriegsende mutwillig zerstört, der Oberhof in Kirchohmfeld 2005 abgerissen. 2017 wurde das Herrenhaus in Wintzingerode abgerissen, dessen Park durch zahlreiche Neubauten schon während der DDR-Zeit zersiedelt wurde und kaum mehr zu erkennen ist.
Am 21. August 1794 wurde der kurkölnische Kämmerer und landgräflich hessische Oberhofmeister Georg Ernst Levin von Wintzingerode auf Bodenstein und dessen Nachkommen von Kaiser Franz II. in den erblichen Reichsgrafenstand mit dem Prädikat „Hoch- und Wohlgeboren“ erhoben. Der Freiherrenstand der übrigen Familienmitglieder wurde vom Reich 1803 und von Preußen 1830 (unter Ausschluss des Hauses Auleben) bestätigt. In der Linie Auleben durfte nur ein etwaiger Senioratsverweser den Freiherrentitel führen.
1803 fiel das Eichsfeld mit der Herrschaft Bodenstein an Preußen und nach einer gegen die Gesamtfamilie erhobenen preußischen Felonieklage erkannte diese Friedrich Wilhelm III. nach anfänglichem Widerstreben als Oberlehnsherrn an. 1807 gelangte das Eichsfeld an das neugebildete Königreich Westphalen. Durch dessen Gesetzgebung begann eine Entwicklung, in deren Verlauf bis in die zweite Hälfte des 19. Jahrhunderts die Familie ihre verbliebenen hoheitlichen Rechte sowie die an Lehnsnehmer vergebenen Flächen in 25 Dörfern des Eichsfelds verlor. Übrig blieben die auch bisher selbstbewirtschafteten Flächen im Ohmgebirge. Von der Möglichkeit, ein Patrimonialgericht nach dem Allgemeinen Preußischen Landrecht einzurichten, wurde kein Gebrauch gemacht. 1905 erschien der historische Roman Die von Wintzingerode von Paul Schreckenbach, der sich mit den Geschehnissen um Berthold XI. von Wintzingerode (1505–1575) zu Beginn der Gegenreformation befasst. Er erlebte mehrere Neuauflagen bis in die 1930er Jahre hinein.
Gemäß der „Verordnung über die demokratische Bodenreform“ wurden die im Eichsfeld ansässigen Zweige der Familie vertrieben. Ihr Besitz, die Güter Bodenstein, Adelsborn, Wehnde, Tastungen, Kirchohmfeld-Unterhof und Wintzingerode (zusammen etwa 2200 ha) wurden konfisziert. Seit 1996 sind die Grafen von Wintzingerode wieder auf dem Eichsfeld ansässig und bewirtschaften einen Forstbetrieb auf zurückerworbenen Waldflächen ihres früheren Fideikommisses Bodenstein, des sogenannten Bodenwaldes im westlichen Ohmgebirge.
Einer der freiherrlichen Zweige der Familie besitzt seit 1918 die Burg Pottenstein in der Fränkischen Schweiz.
In Wien gibt es eine nach Ferdinand Freiherr von Wintzingerode benannte Straße und in Leipzig-Meusdorf einen Wintzingerodeweg. In Hannover existiert ein Winzingerodeweg.

## Wappen
Das Stammwappen wird wie folgt beschrieben: „In Silber eine schräge rote Hellebardenspitze mit abwärtigem Haken. Auf dem rot-silbern bewulsteten Helm mit rot-silbernen Decken die rote Hellebardenspitze.“
Wappenspruch: „Recht tun behält sein Preis allzeit.“

## Familiengruft
Im Wald unterhalb der Burg Bodenstein liegt die im Jahre 1823 von Graf Georg Ernst Levin von Wintzingerode erbaute Gruft der Familie nebst einem kleinen Friedhof. In den letzten Jahren wurde die gesamte Anlage, die durch Vandalismus und Sturmschäden in einem sehr schlechten Zustand war, wiederhergestellt.

## Namhafte Vertreter
- Berthold VI. von Wintzingerode (ca. 1260–1326), Protonotar und Generalvikar des Erzbistums Mainz, Gesandter Ludwigs des Bayern bei Papst Johannes XXII.
- Berthold XI. von Wintzingerode (1505–1575), Erb- und Gerichtsherr zu Bodenstein, Obrist, in der Gegenreformation enthauptet
- Johann von Wintzingerode, Amtmann auf der Harburg (1334) und dem Rusteberg (1336/43)[4]
- Heinrich von Wintzingerode, Abt des Klosters Gerode 1372–1429[5]
- Herwig von Wintzingerode, Abt des Klosters Gerode 1429–1448[5]
- Ludwig Philipp von Wintzingerode (1665–1720), kurmainzischer General und Oberbefehlshaber
- Wasmuth Levin von Wintzingerode (1671–1752), niederländischer General
- Ernst August Freiherr von Wintzingerode (1747–1806), preußischer Generalleutnant, Kommandeur der Garde du Corps
- Georg Ernst Levin Graf von Wintzingerode (1752–1834), württembergischer Regierungschef und Außenminister 1801–1807 und 1814–1816
- Ferdinand Freiherr von Wintzingerode (1770–1818), russischer General der Kavallerie und Generaladjutant Alexanders I., österreichischer Feldmarschallleutnant

- Carl von Wintzingerode (Forstmeister) (1772–1830), deutscher General-Inspektor der Forsten, Oberlandforstmeister, siehe Karl Friedrich Wilhelm Wasmuth von Wintzingerode
- Carl Friedrich Heinrich Levin von Wintzingerode (1778–1856), württembergischer Staatsminister, siehe Heinrich Levin von Wintzingerode
- Friedrich Freiherr von Wintzingerode (1799–1870), nassauischer Ministerpräsident 1849–1851, seit 1866 preußischer Regierungspräsident in Potsdam
- Adolph Freiherr von Wintzingerode (1801–1874), preußischer Generalleutnant
- Heinrich von Wintzingerode (1806–1864), Reichskommissar der Paulskirchenregierung für das Herzogtum Lauenburg 1849, Präsident der Landesregierung und Staatsrat des Herzogtums Nassau 1851–1864
- Wilhelm Freiherr von Wintzingerode-Knorr (1806–1876), preußischer Landrat im Landkreis Mühlhausen i. Th. und Herrenhausmitglied
- Ferdinand Freiherr von Wintzingerode der Jüngere (1809–1886), russischer Generalleutnant, Generaladjutant des Zaren, Chef des Leibhusarenregiments
- Philipp Wilhelm Freiherr von Wintzingerode (1812–1871), kurhessischer und Weimarer Staatsminister
- Levin Freiherr von Wintzingeroda-Knorr (1830–1902), Historiker, Landarmendirektor der Provinz Sachsen
- Wilko Levin Graf von Wintzingerode-Bodenstein (1833–1907), MdR, 1876–1900 Landesdirektor (später Landeshauptmann) der preußischen Provinz Sachsen und Präsident des Evangelischen Bundes
- Wilhelm Clothar Freiherr von Wintzingerode (1871–1930), Offizier, Schriftsteller, Besitzer der Burg Pottenstein[5]
- Gisela Gräfin von Wintzingerode-Bodenstein, geb. Gräfin von der Schulenburg (1886–1972), engagiertes Mitglied der Bekennenden Kirche, bot der kirchlichen Opposition in der NS-Zeit auf der Burg Bodenstein einen Treffpunkt

## Dichterische Verarbeitung der Familiengeschichte
Der Pfarrer Paul Schreckenbach aus Klitzschen verfasste den 1905 in Leipzig erschienenen Roman Die von Wintzingerode, in dessen Mittelpunkt Berthold XI. von Wintzingerode auf Burg Bodenstein steht.

## Weitere Literatur
- Heinrich Jobst Graf von Wintzingerode, Bernd Winkelmann, Rita Gaßmann: Die Burg Bodenstein im Eichsfeld. Geschichte und Gegenwart. Verlag Mecke Druck, Duderstadt (Eichsfeld) 1994, ISBN 3-923453-60-4.
- Heinrich Jobst Graf von Wintzingerode: Die Familie von Wintzingerode und der Bodenstein. in: Burgen, Schlösser, Gutshäuser. Thüringen, Hrsg. Deutsche Burgenvereinigung, Bruno J. Sobotka, Theiss Verlag Stuttgart 1995, S. 228–236, ISBN 3-8062-1123-X.
- Margit von Wintzingerode: Beiträge zur Geschichte 1070 – 2020. (Burg Pottenstein), Eigenverlag, Pottenstein 2021.